# Selnica ob Dravi
Selnica ob Dravi là một khu tự quản của Slovenia. Selnica ob Dravi có diện tích  km², dân số là người (năm).